# Million Dollar Baby
Million Dollar Baby ist ein US-amerikanischer Spielfilm von und mit Clint Eastwood. Das Boxerdrama hatte am 5. Dezember 2004 Premiere und erhielt zahlreiche Preise, unter anderem vier Oscars.

## Handlung
Der Boxtrainer Frankie Dunn hat es mit seinen Schützlingen noch nie zu einem großen Titel geschafft, obwohl er dafür durchaus das Potenzial hätte. Doch ihm geht es nicht um schnelle Erfolge, sondern um handwerklich perfekte Arbeit, weshalb viele seiner Boxer früher oder später zu anderen Managern wechseln. Im Laufe des Films stellt sich heraus, dass Frankie außerdem eine Tochter hat, der er regelmäßig schreibt, doch sie verweigert die Annahme seiner Briefe. Als regelmäßiger Kirchgänger befasst er sich auch mit theologischen Fragen und provoziert den Pfarrer mit seinen eigenwilligen Ansichten.
Eines Tages erscheint die 31-jährige Kellnerin Maggie Fitzgerald in Frankies Boxstudio. Sie träumt von einer Karriere als Profiboxerin und bittet Frankie, sie zu trainieren. Frankie lehnt ab, einerseits weil sie zu alt sei, andererseits trainiere er grundsätzlich keine Frauen. Trotzig trainiert sie auf eigene Faust weiter, bis Scrap – Hausmeister des Studios, ehemaliger Profiboxer und Frankies bester Freund – sich ihrer annimmt und ihr einige Tipps gibt. Als Frankie das bemerkt und sie zur Rede stellt, gelingt es ihr, ihn doch noch zu überreden, ihr Trainer zu werden. Er stellt jedoch unter anderem die Bedingung, dass sie sich zum Einstieg ins Profigeschäft einen anderen Manager sucht. Etwa zu diesem Zeitpunkt stellt sich auch heraus, dass es Frankie war, der Scrap in dem Kampf betreute, in dem er auf einem Auge erblindete. Frankie wollte den Kampf damals abbrechen, war dazu als Cutman jedoch nicht befugt. Seitdem scheut Frankie vor großen Kämpfen für seine Boxer zurück.
Für Maggies ersten Kampf vermittelt Frankie ihr wie vereinbart einen Manager, von dem sie jedoch nicht die benötigte taktische Hilfe bekommt. Erst als Frankie, mit Scrap eigentlich nur als Zuschauer auf der Tribüne, sie wieder übernimmt und ihr den entscheidenden Tipp gibt, gewinnt Maggie den Kampf. Unter Frankies Management steigt die talentierte Maggie schnell auf: Ihre ersten Kämpfe gewinnt sie meist schon zu Beginn der ersten Runde durch K. o. Das macht es schwierig, überhaupt noch Gegner für sie zu finden, so dass Frankie sie schließlich in der nächsthöheren Gewichtsklasse antreten lässt. Maggie gewinnt auch diesen Kampf, wenn auch unter größeren Schwierigkeiten.
Bevor Maggie in London in einem Profi-Kampf gegen die amtierende britische Boxmeisterin antritt, schenkt Frankie ihr einen grünen Umhang, auf den der gälische Spruch Mo Cuishle (deutsch etwa ‚mein Puls‘ oder ‚der Puls meines Herzens‘) gestickt ist. Maggie gewinnt den Kampf und qualifiziert sich damit für die Weltmeisterschaft in Las Vegas. Als Frankie zögert, macht Maggie ihn mit ihrer von Sozialhilfe lebenden Mutter bekannt, was ihn letztlich überzeugt. Auf dem Heimweg besuchen die beiden ein kleines Restaurant, das Maggie aus ihrer Kindheit kennt. Frankie ist so beeindruckt, dass er mit dem Gedanken spielt, das Restaurant zu kaufen.
Maggies Gegnerin in Las Vegas, die Titelverteidigerin im Mittelgewicht, ist eine Deutsche aus Ostberlin und für eine ausgesprochen unsportliche Kampfweise bekannt. Maggie muss in den ersten Runden etliche unerlaubte Schläge einstecken, die der Ringrichter größtenteils übersieht. Frankie stellt daraufhin Maggies Taktik um: Sie soll es ihrer Gegnerin heimzahlen und ihren Ischiasnerv treffen. Das bringt die deutsche Meisterin an den Rand des K. o., versetzt sie aber auch in große Wut. Als der Ringrichter am Ende der nächsten Runde beide in ihre Ecken zurückschickt, versetzt die Deutsche der nichtsahnenden Maggie von hinten einen brutalen Schlag, der sie mit dem Genick auf die Kante des Boxschemels schleudert, den Frankie nicht mehr rechtzeitig zurückziehen kann. Im Krankenhaus erwacht Maggie und muss erfahren, dass sie vom Hals abwärts unheilbar gelähmt und sogar permanent auf künstliche Beatmung angewiesen ist.
Maggies Familie kommt nach einigen Wochen zu Besuch, und offenbar nur zu dem Zweck, ihr Eigentum inklusive des Hauses, das die Mutter bewohnt, auf sich überschreiben zu lassen. Maggie wirft ihre Familie hinaus und bricht den Kontakt ab. Ihr Zustand verschlechtert sich, wegen Dekubitus muss ihr linkes Bein amputiert werden.
Schließlich bittet sie Frankie, der kaum von ihrer Seite weicht, ausdrücklich darum, ihre Lebenserhaltungssysteme abzuschalten – sie erwarte nichts mehr vom Leben und möchte nicht vergessen, was sie erreicht habe. Frankie lehnt diese Bitte entrüstet ab. Darauf versucht Maggie einen Suizid, indem sie sich die Zunge zerbeißt. Sie kann jedoch noch gerettet werden und wird medikamentös ruhiggestellt. Frankie erkennt, wie ernst es ihr mit der Sterbehilfe ist und dass das alles ist, was er für sie noch tun kann. Trotz der eindringlichen Warnung seines Pfarrers, mit dem er ein Gespräch darüber geführt hat, schleicht er nachts ins Krankenhaus. Zum Abschied teilt er Maggie mit, dass das gälische Mo Cuishle auf ihrem Umhang, dessen Bedeutung sie nicht kennt, Mein Schatz oder auch Mein Blut bedeutet. Dann deaktiviert er die Alarmfunktion der Lebenserhaltungsgeräte, unterbricht die Beatmung, injiziert eine Überdosis Adrenalin in ihren Venentropf, worauf Maggies Vitalfunktionen sofort erlöschen, und verlässt die Station.
Erst zum Schluss wird deutlich, dass der gesamte Film den Inhalt eines Briefes wiedergibt, den Scrap nach dem Geschehen an Frankies Tochter schreibt, um ihr zu schildern, was für ein Mann ihr Vater war. Frankies aktuelles Schicksal ist dem Briefschreiber unbekannt, er ist nach Maggies Tod spurlos untergetaucht. Der Film endet mit der Aufnahme des Restaurants, das Frankie mit Maggie besucht hatte. Durchs Fenster sieht man undeutlich den Rücken eines Mannes, der Frankie sein kann. Er lässt sich Kuchen servieren.

## Filmmusik
Der Soundtrack stammt von Clint Eastwood.
1. Blue morgan (Opening Titles)
2. It’s nice viewing
3. Boxing baby
4. Boxing montage
5. Pick up money
6. Nice working with you
7. The letters
8. Blue diner
9. Deep in thought
10. Driving
11. Blue bear
12. Frankie Horrified
13. They’re amateurs
14. May have to lose it
15. Maggie’s plea
16. Frankie’s dilemma
17. Frankie’s decision
18. Lethal dose
19. Frankie’s office
20. Blue morgan (End Credits)

## Kritiken
Million Dollar Baby erhielt ein hervorragendes Presseecho, was sich auch in den Auswertungen US-amerikanischer Aggregatoren widerspiegelt. So erfasst Rotten Tomatoes größtenteils wohlwollende Besprechungen und ordnet den Film damit als „Verbrieft Frisch“ ein. Metacritic ermittelt aus den vorliegenden Bewertungen „Einhelliges Lob“. Es folgen einige repräsentative Pressestimmen:

„Ein nur auf den ersten Blick herkömmlicher Sportfilm in eher konventioneller Inszenierung, der zwar die Stereotypen des Genres bedient, sie aber zugleich reizvoll variiert und hinterfragt. Im letzten Drittel nimmt der Film dann eine unerwartete Wende, die die Trivialität des Stoffes unterläuft, wobei er sich zum ernsten Drama über Leben und Tod auswächst. Der mit abgeklärter Meisterschaft inszenierte und hervorragend fotografierte Film wird von brillanten Darstellern getragen, die ihre Charaktere mit beiläufigem Understatement zum Leben erwecken.“

„Es gibt keinen zweiten Regisseur, der ein vergleichbar beeindruckendes Alterswerk wie Clint Eastwood vorzuweisen hat. […] Hier ist es die spät mit dem Boxen beginnende, ihrer White-Trash-Vergangenheit entfliehende Maggie Fitzgerald, gespielt von der dafür mit ihrem zweiten Oscar entlohnten Hilary Swank, der Eastwoods Aufmerksamkeit gilt. Als Regisseur und als Darsteller, denn er verkörpert auch Maggies Coach Frankie Dunn. Was sich zwischen den beiden ungleichen Figuren vor der Kamera entwickelt, gehört zu den Sternstunden der Filmgeschichte.“

Starkritiker Roger Ebert benannte das „Meisterwerk“ zum besten Film des Jahres. Insgesamt listet They Shoot Pictures, Don’t They? Million Dollar Baby unter den angesehensten Filmen des 21. Jahrhunderts. Auch das Publikum war sehr angetan. So vergaben US-Kinobesucher einen CinemaScore von A entsprechend der deutschen Schulnote 1. Außerdem setzen die Nutzer der Filmdatenbank IMDb Million Dollar Baby auf Platz 180 ihrer Top 250 beliebtesten Filme.
Die Darstellung von Sterbehilfe am Ende des Films löste in den Vereinigten Staaten starke Proteste von konservativen Politikern und Behindertenorganisationen aus. So beschrieb der Radio-Moderator Rush Limbaugh den Film als “million dollar euthanasia movie”. In einem Interview mit der Los Angeles Times erwiderte Clint Eastwood: “I’m just telling a story. I don’t advocate. I’m playing a part. I’ve gone around in movies blowing people away with a .44 magnum. But that doesn’t mean I think that’s a proper thing to do.” (deutsch: „Ich erzähle nur eine Geschichte, ich trete nicht für etwas ein. Ich spiele nur eine Rolle. Ich bin in Filmen umhergelaufen und habe Menschen mit einer .44er Magnum erschossen, aber das heißt nicht, dass ich dies befürworte.“)

## Entstehung und Veröffentlichung
| Figur                     | Darsteller     | Deutscher Sprecher |
| ------------------------- | -------------- | ------------------ |
| Frankie Dunn              | Clint Eastwood | Joachim Höppner    |
| Maggie Fitzgerald         | Hilary Swank   | Sandra Schwittau   |
| Eddie „Scrap-Iron“ Dupris | Morgan Freeman | Klaus Sonnenschein |
| Danger Barch              | Jay Baruchel   | Florian Halm       |
| Big Willie Little         | Mike Colter    | Dietmar Wunder     |

Der Film basiert auf einer Kurzgeschichte des US-amerikanischen Boxtrainers F. X. Toole aus der Sammlung Champions.
Million Dollar Baby ist Clint Eastwoods 25. Regiearbeit und zugleich sein 58. Film als Darsteller. Gedreht wurde der Film in nur 37 Tagen. Hauptdarstellerin Hilary Swank trainierte sich für diesen Film rund zehn Kilogramm Muskelmasse an.
In den deutschen Kinos startete Million Dollar Baby am 24. März 2005. Seine Free-TV-Premiere am 25. Februar 2007 zur Primetime auf ProSieben verfolgten 3,52 Millionen Zuschauer, was 10,5 Prozent Marktanteil entspricht. In der werberelevanten Zielgruppe sahen 2,63 Millionen zu bei 18,5 Prozent Marktanteil.

## Auszeichnungen
- Oscarverleihung 2005
  - Bester Film (Clint Eastwood, Albert S. Ruddy und Tom Rosenberg)
  - Beste Regie (Clint Eastwood)
  - Beste Hauptdarstellerin (Hilary Swank)
  - Bester Nebendarsteller (Morgan Freeman)
  - Weitere Nominierungen:
    - Bester Hauptdarsteller (Clint Eastwood)
    - Bestes adaptiertes Drehbuch (Paul Haggis)
    - Bester Schnitt (Joel Cox)
- Golden Globe Awards 2005
  - Beste Hauptdarstellerin (Hilary Swank)
  - Beste Regie (Clint Eastwood)
  - Weitere Nominierungen:
    - Bester Film – Drama (Clint Eastwood)
    - Bester Nebendarsteller (Morgan Freeman)
    - Beste Filmmusik (Clint Eastwood)
- National Society of Film Critics
  - Bester Film
  - Beste Darstellerin (Hilary Swank)
- Seattle Film Critics
  - Bester Film
  - Beste Regie
- Screen Actors Guild Award
  - Beste Darstellerin (Hilary Swank)
  - Bester Nebendarsteller (Morgan Freeman)
- Broadcast Film Critics Association
  - Beste Darstellerin (Hilary Swank)
- Boston Society of Film Critics
  - Beste Darstellerin (Hilary Swank)
- Directors Guild of America
  - Beste Regie
- New York Film Critics Circle
  - Beste Regie
- Chicago Film Critics Association
  - Beste Regie
- National Board of Review
  - Ehrenvolle Erwähnung (for Producing, Directing, Acting and Composing the Score) Clint Eastwood
- DVD Champion
  - Bester Internationaler Film
- Jupiter
  - Bester Film international
  - Beste Darstellerin international (Hilary Swank)
  - Bester Regisseur international (Clint Eastwood)